# Marcel Cornioley
Marcel Cornioley est un joueur de football suisse né le 14 février 1950.

## Biographie

### En club
- 1967-1969 FC Wettingen
- 1969-1972 FC Saint-Gall
- 1972-1975 BSC Young Boys
- 1975-1977 FC Lausanne-Sport (entraîneur-joueur)

### En sélection
- 4 sélections
- Première sélection : Suisse-Luxembourg 1-0, le 26 septembre 1973 à Lucerne
- Dernière sélection  : Allemagne-Suisse 4-1, le 16 novembre 1977 à Stuttgart

## Palmarès
- Champion suisse en 1982 avec Grasshopper-Club Zurich